# 杵屋勝国
杵屋 勝国（きねや かつくに、1945年（昭和20年）3月28日 - 2023年（令和5年）2月9日）は、日本の長唄三味線奏者。人間国宝。2020年（令和2年）、日本芸術院賞・恩賜賞受賞。本名は牟田口 照國（むたぐち てるくに）。福岡県みやま市出身。

## 経歴
実家は料理屋を営んでおり、父は長唄を唄い、母は三味線を弾く家庭に育ち、幼い頃から長唄に親しんだ。6歳の6月6日に隣に住む杵屋寿太郎に入門し、三味線を始める。14歳で七代目家元、杵屋勝三郎から名取を認められ、杵屋勝国を名乗るようになる。その後東京藝術大学邦楽科に進学、1967年（昭和42年）に卒業。1980年（昭和55年）には坂東玉三郎が踊る「鷺娘」、5世中村勘九郎（後の18世中村勘三郎）が踊る「供奴」で、歌舞伎公演での立三味線を初めて務めた。
2009年（平成21年）、NHKの主催する芸の真髄「吉原雀」で松尾芸能賞を受賞。2010年（平成22年）、一般財団法人杵勝会理事長に就任、死去まで務める。2014年（平成26年）、文化庁長官表彰。2018年（平成30年）、第48回JXTG音楽賞（邦楽部門）を受賞。2019年（令和元年）、重要無形文化財保持者（各個認定）いわゆる人間国宝に認定。2020年（令和2年）、「長年にわたり長唄界と歌舞伎長唄に貢献、並びに後進を育成した業績」に対し2019年度（令和元年度）恩賜賞・日本芸術院賞を受賞。同年、新宿区名誉区民に選出、みやま市市民栄誉賞を受賞。2021年（令和3年）、旭日小綬章を受章。
2023年（令和5年）2月9日、間質性肺炎のため神奈川県内の病院で死去。満77歳没。同日付で正五位に叙せられる。

## 出演
- 芸の真髄シリーズ　長唄　伝える心 受け継ぐ力　杵屋勝三郎 杵屋勝国（2009年5月22日/NHKエンタープライズ[8]）